# 拉戈阿-迪韦柳斯
拉戈阿-迪韦柳斯是巴西北大河州的一个市镇。总面积112.832平方公里，总人口3156人，人口密度28人/平方公里。